# 春日アン
春日 アン（かすが アン、12月31日 - ）は、日本の女優、女性声優。アダルトゲーム、舞台を中心に活動中。埼玉県出身。アトリエピーチ所属を経て、2006年6月からフリーだったが、2010年12月から2012年9月までスターライト・プロに所属し、退所後フリーを経て、2014年1月より声のみ預かりとしてロックンバナナに所属。2018年11月30日に退所して再びフリーとして活動中。

アダルトゲームで活動する声優の中でも、顔出しができる声優である。舞台ではStage Project Arcadiaに所属。春乃 うらら、紗夢 もも（さゆめ もも）、過去には加澄 もも名義でも活動している。

桐朋学園大学短期大学部芸術科（演劇専攻）卒業。俳協アクターズスクール卒業。

## 出演
太字はメインキャラクター。

### テレビアニメ
- 真・恋姫†無双 シリーズ（2009年 - 2010年、于禁）- 2シリーズ

### 一般向OVA
- 真・恋姫†無双〜乙女大乱〜 †あわわっDVD/Blu-ray第七巻はOVAすぺしゃるです〜†（2011年、于禁）

### アダルトアニメ
- PureMail（2001年、真東 悠美）[1]
- 凌辱人妻温泉（2005年、あずさ）
- 霧谷伯爵家の六姉妹（2011年、霧谷 紅）
- STAR☆jewel（2011年、神坂 めい）
- 学園3〜華麗なる悦辱〜 THE ANIMATION（2011年、観音寺 雪乃）[6]

### 一般向ゲーム
- 初恋 -first kiss-（2005年、初島 杏）

### アダルトゲーム

#### 2000年
- アージュマニアックス 〜伊隅四姉妹最期の日〜（エレディア）
- TWIN WAY 〜一瞬の時の中で…〜（濱中 絵里香）

#### 2001年
- 学園 〜恥辱の図式〜（岩崎 望美）
- 幻燐の姫将軍（ペテレーネ、ファーミシルス）
- 桜のしずく（柊 秋穂）
- 真昼に踊る犯罪者（楽玉）
- 蜜柑（瑠璃）
- もっとしてして おねーさん（城崎 美加）

#### 2002年
- アルフレッド学園魔物大隊（ステック）
- 戦女神2 〜失われし記憶への鎮魂歌〜（シェスタ）
- エーベンブルグの風（ミレーヌ＝トラントゥール）
- 特別授業2（蓮城 まどか）
- 初恋（初島 杏）
- プライベートガーデン3（遠藤 さや）
- バイナリィ・ポット（ミリィ）
- Milkyway うぃず Voice（工藤 亜由美）
- re-Laive（佐伯 こずえ）
- 黒と黒と黒の祭壇〜蠱毒〜（ユーディット）

#### 2003年
- カラフルキッス 〜12コの胸キュン!〜（大西 小春）
- 幻燐の姫将軍2 〜導かれし魂の系譜〜（ペテレーネ、ファーミシルス）
- ブラウン通り三番目（ラネット・マイストーン）
- LOVERS 〜恋に落ちたら…〜（あゆか、高市、クイズエンジェルZ）
- レベルジャスティス（冥獣ウォルフハーゲン）

#### 2004年
- オーガストファンBOX（ミリィ）
- 空帝戦騎〜黄昏に沈む楔〜（ディアナ、ステラ）
- じゃみんぐ☆らんぶるappend（水野 みどり）
- SISTER 〜堕落の刻印〜（ミリア）
- 巣作りドラゴン（メイド）
- 聖マリエス学園 〜イカせて!お姉さま〜（松平 穂乃香）
- DUEL SAVIOR（リコ・リス）
- 恥辱診察室 DVD EDITION（東十条 沙月）
- Hidden2 〜暴かれた本性〜（芹沢 さくら）
- まじぷり -Wonder Cradle-（姫川 未亜）
- 街角のブーランジェ 〜注文の多いパン屋さん〜（有原 みのり）
- 夢幻の迷宮 TRILOGY
- 凌辱人妻温泉（あずさ）[7]

#### 2005年
- As you like 〜星降る夜にロマンスを〜（若槻 歩美）
- 姉☆孕みっくす2（織田 沙希）
- ARGONAUTS（アイ）
- 英雄×魔王（ニーナ、ニーネ）
- オンリーワン2 美人カジノディーラー瞳 〜性のルーレット〜（此那幡 恵）
- クローズアップ!（中嶋 琴音）
- 黒薔薇は夜に咲く Premium edition（ラフィーニ）
- ソニックダイヴ（サヤ）
- ソニックプリンセス P・E
- ダンシング・クレイジーズ（マリー【暴走列車】）
- 南国ドミニオン King of solitary island（お嬢）
- NYMPHOMANIA（相原 唯実）
- 縛・淫女の館（友部 綾）
- 部活規格（真間 戯硯）
- ぷちぷち★ご奉仕（松島 すみれ）
- へんしん☆ア・ラ・メイド（新条 朱美）
- ぼくの人妻お姉さん 〜Mな人妻×Sな未亡人〜（九条 礼子）
- 夢幻の迷宮 P・E
- WAGA魔々かぷりちお（沢渡 美羽）

#### 2006年
- 足コキ若奥さま 搾り出し同盟（薫）
- AYAME 〜人形婬戯〜（鬼方 由水）
- 淫辱人妻女教師（樹々志 真雪）
- EXTRAVAGANZA 〜蟲愛でる少女〜（伏島 遥、神谷坂 杏子）
- おしえて!ブルマ先生（神崎 まりも）
- 女教師 輪姦の教室（桑島 理恵）
- 仮面の拷問士（ローゼ・ブラインテンライトナー）
- グリンスヴァールの森の中 〜成長する学園〜
- 偲笛恋華 -しのぶえれんか-（砧 つづみ）
- 処女∞レイプ（ユイ）
- 装甲騎女イリス（イリス・レベル）
- BALDR BULLET "REVELLION"（カーナ）
- ふぁんたじぃぞぉん
- 峰深き瀬にたゆたう唄（マーゴット）
- MOON STRIKE（瀬戸内 真子、神田 勇気）
- メイドイン お仕事（五十嵐 かすみ）
- 牝教師〜淫辱の教室〜（高峰 沙耶）
- 萌・エ・ロ鬼ィちゃん（里崎 依乃里）

#### 2007年
- 悪鬼野交 -公然猥褻双性児- TWIN IMPACT（柴崎 ちとせ）
- いさましいちびの許婚（水無月 千波）
- EVE 〜new generation X〜（乃依、アルト）
- 王賊
- 女将・静香 〜熟れた果実が堕ちる刻〜（大沢 静香）
- 幼なじみはベッドヤクザ!（長狭 つぐみ）
- 姦染2 〜淫罪都市〜（速水 ありす）
- きゅんきゅん堂 〜あの娘にチン灸マッサージ〜（ドクター・石井）
- 彗星に願いを…（芦田 初子）
- 絶対★妹至上主義!!（霧崎 ゆかり）
- デュアルフェーズ〜孕ませ母娘※同人ゲーム
- 特警戦隊サイレンジャー（サイレンレッド／赤坂 希美）
- にいづまかぷりっちょ!（古瀬 あい）
- 冬音-Tone-（七瀬 綾）
- Reversible（由森 美咲）
- Witch'sSlave 〜ワタシの脚をお舐め〜（媛乃木 リノン）
- 女体採集〜女の股に潜む蝶〜（蘭 美麗）
- らぶKiss!アンカー（ナノ）
- らいでぃんぐいんきゅばす（狩野 夜美）
- 学園みるくてぃー（百合）[8]

#### 2008年
- 水月 -すいげつ- DVDPG（新城 和泉）
- アンバーブレイカー（ラピスガンナー）※同人ゲーム
- 戦女神ZERO（ペルル、セミネ、テシルヌ、クルージェ三姉妹）
- EVE雀（乃依、あると）
- ウィザーズクライマー（鈴木さん、水野さん、冥土さん、マーシャ、女）
- おあずけフェティッシュ!（赤城 時雨）
- 姦染3 〜首都崩壊〜（久我山 瑞樹）
- 処女狩〜オトメガリ〜（永川 さくら）
- ザーメンセキュリティ2009（ルーリス）
- 真・恋姫†無双 〜乙女繚乱☆三国志演義〜（于禁）
- すいっチ!! 〜ボクがナツに想うこと〜（楠木 恵理）
- ダンジョンクルセイダーズ2 〜永劫の楽土〜（カバネ＝ユエン＝ホムラ）
- 調教淫辱姫シルウィア〜魔獣性奴隷の烙印※同人ゲーム
- 美脚性奴会長 亜衣「こ、この変態! 私のタイツになんてことを……!」（皆川 さつき）
- 瞳の烙淫 〜淫縛の牝奴隷〜（橘 ひなた）
- ひみ☆ツイ（下倉 みう）
- ファンタジカル（ユリ）
- 放課後のマネージャー 白濁輪姦のグランドに散った処女生贄 早乙女ちずる（早乙女 ちずる）※同人ゲーム
- 毎日けだものっ!! らぶえろ☆ももいろ☆すくーるらいふ♪（鷺ノ宮 静流）
- まままままま（桜坂 春香）
- 優等生なのに公園のアレが挿入るまで拡げちゃいました〜肛拡樓 弐階※同人ゲーム
- ラピスガンナー（ラピス）
- LILITH-IZM01 〜フェラ編〜（鬼方 由水）
- 凛辱の城 傀儡の王（ロゼット）
- ゆ〜パラ! 〜ただいま乳院中〜（白川 八尋）
- 淫蟲隷姫エレノワ（エレノワ・ペトローワ）[9]
- 特命捜査官 真衣〜身も心も堕とされて（一之瀬 真衣）[10]
- あさひとつぐみの新婚生活 〜幼なじみはベッドヤクザ!・アナザー〜（長狭 つぐみ）[11]

#### 2009年
- 忍流（久留滝 桜姫）
- 魔法少女ラヴィリオン（マナ）
- 姦妊して!夫の居ぬ間に犯される孕み妻 新井実花（新井 実花）※同人ゲーム
- ふわりコンプレックス（宍戸 れもん）
- りんかねーしょん☆新撰組っ!（沖田 祐未）[12]
- 灰色の空に堕ちた翼（タニィ）
- らぶでれーしょん!（橘 観美）
- 町ぐるみの罠〜白濁にまみれた肢体〜（北川 巴）
- 精神汚染（矢島紗弥）
- 教育指導（鈴本清香）
- 癒されご奉仕〜夢の館で賢者タイム!〜（クゥナ）
- ボクがワタシになった理由 〜女装計画〜（神林 柚子）[13]

#### 2010年
- おっぱいハート〜彼女はケダモノ発情期ッ!?〜（久我山 奈月）
- まじょ☆プリ〜アナタの精液、ぜんぶ搾り取ってあげちゃう!〜（七瀬 美弥子）
- 戦女神VERITA（ペテレーネ・セラ、ファーミシルス）
- 真・恋姫†無双 〜萌将伝〜（于禁）
- 姦染4 〜the day after〜（鐙 眞琴）
- 霧谷伯爵家の六姉妹（霧谷 紅）
- BUNNYBLACK（アレシア・トライリース）
- 魔ヲ受胎セシ処女ノ苦悦2（高原 美由紀）
- 学園3 〜華麗なる悦辱〜（観音寺 雪乃）[14]
- 淫辱都市/堕天の贄（メフィスト）
- 汐見崎学園演劇部 恋ぷれ 〜あなたといちゃいちゃろーるぷれいんぐ!〜（柚木沢 鮎香）
- 満淫車両〜制服生出しイキ放題〜（榊原 涼香）
- 妊娠研究所〜副作用は淫乱化（山崎 美和）
- Sacred†Vampire（浅田 小春）
- 普通じゃないッ!!（桜崎 琴子）
- 痴女〜あんたも共犯よ〜（徳永 文恵）
- 淫祭の島〜血と白濁の贄〜（一宮 忍）

#### 2011年
- ラブラブル 〜lover able〜（愛沢 花穂）
- 種憑け村 〜白濁神、念仏講ノ儀〜（猪狩 摩耶）
- 闇色のスノードロップス（萩原 今日子）[15]
- 神採りアルケミーマイスター（アト）
- おねガン!（北島 美琴）[16]
- 雪鬼屋温泉記（コナユキ 他）
- 双子母（岡本 六海）
- 夏雪〜summer_snow〜（宮沢 純葉）
- 戦極姫3〜天下を切り裂く光と影〜（吉川元春、支倉常長、斉藤道三）
- 禁断の病棟 〜特殊精神科医 遊佐惣介の診察記録〜（桂 輪廻）[17]
- 虐襲4（ソネミ[18]、アンナ[19]）
- プリーズ・レ◯プ・ミー!（サリー）[20]
- 裏教師〜背徳の淫悦授業〜（池上 椿）[21]
- あっぱれ!天下御免（子住 唯）[22]

#### 2012年
- 同棲ラブラブル（愛沢 花穂）[23]
- BUNNYBLACK 2[24]
- お尻っ娘ヴィーナス（氷雨川 雫）[25]
- デモニオン 魔王の地下要塞（ヒミカ＝スメラギ）[26]
- 病院ソドム（菅野 ひろの）[27]
- 門を守るお仕事[28]
- 隷嬢メイド千鶴（姫崎 千鶴）[29]
- あっぱれ!天下御免［祭］（子住 唯）[30]

#### 2013年
- 突然怪人兼事務員の俺が魔法少女達を堕とす話（ヘレン・ケント）[31]
- 聖エステラ学院の七人の魔女（黒羽 鏡花）[32]
- 恋もHもお勉強も、おまかせ!お姉ちゃん部（源川 うらら）[33]
- LOVE×HATE（鏡石 翡翠）[34]
- BUNNYBLACK 3[35]
- アクマでオシオキっ! 丸城戸サド式ヘンタイお仕置き講座（ノワール）[36]
- 館〜官能奇譚〜（黒原 涼）[37]
- 必殺!勃起人!! 〜至極の快楽痴漢〜（伏見 友華）[38]

#### 2014年
- らぶ♥らぶ♥らいふ 〜お嬢様7人とラブラブハーレム生活〜（銀嶺 音羽）[39]
- デモニオンII〜魔王と三人の女王〜（マガヒメ）[40]
- 海空のフラグメンツ（下上 のの）[41]
- お尻っ娘ヴィーナス2（氷雨川雫）[42]
- 超催眠術学園（マリーナ・ベイサイドアリーナ）[43]
- 瞳の烙淫4 悦辱の操心改造（朱月 璃々香）[44]
- 神淫獣〜身を捧げ誰が為に戦う〜（神来社 地恵）[45]
- 牝教師 〜淫辱の教室〜 インモラルエディション（高峰 沙耶）[46]
- 牝教師2 〜淫従の螺旋〜 インモラルエディション（高峰 沙耶）[47]
- 牝教師4 〜穢された教壇〜（高峰 美結）[48]
- 漫喫ハプニング（御堂 紗弥香）[49]
- プリンセスマテリアル（アンナ＝サフラン）[50]
- 悪堕ラビリンス-囚われ魔王と奈落の狂人-（メイ）[51]

#### 2015年
- 夏の色のノスタルジア（折口 美羽）[52]
- カミツレ〜7の二乗不思議〜（但馬 あおい、密見・アーネスト・永遠子）[53]
- 学園3 〜華麗なる悦辱〜 インモラルエディション（観音寺 雪乃）
- じゅ〜にんかんり! 〜10人の乙女に愛の手を〜（明坂 睦美）[54]
- 戦極姫6〜天下覚醒、新月の煌き〜（尼子 晴久、今川 氏真、大友 宗麟）[55]
- ウルスラグナ〜征戦のデュエリスト〜（緋月 鏡子）[56]
- アクよめ! 悪魔な嫁に絞られる（アイリス）[57]
- 中二病な彼女の恋愛方程式（星乃 すぴか）[58]
- ピュア×コネクト （一ノ瀬 空）[59]
- メイプルカラーズHHH〜クラス全員俺の嫁!〜（比留川 光）[60]
- 塔の下のエクセルキトゥス（レジーナ・フィッツァー）[61]
- 真・恋姫†英雄譚2 〜乙女艶乱☆三国志演義［魏］〜（于禁）[62]
- 三極姫4〜天下繚乱 天命の恋絵巻〜（荀彧文若）[63]
- 部下の妻と妹を寝取る上司（葛木 由季菜）[64]
- Love and Peace（秋葉 ゆかり、美園 玲奈）[65]

#### 2017年
- 真・恋姫†夢想-革命- 蒼天の覇王（于禁）

#### 2018年
- 真・恋姫†夢想-革命- 孫呉の血脈（于禁）

#### 2019年
- カオスドミナス（カルラ・エルドール）[66]

#### 2020年
- HaremKingdom -ハーレムキングダム-（ルル）
- 館 ～官能奇譚～ インモラルエディション黒原 涼）
- ハニーセレクト2 リビドー DX（几帳面）
- おっぱいハート ～彼女はケダモノ発情期ッ!?～ いんもらるえでぃしょん（久我山 奈月）

#### 2021年
- コイカツ！サンシャイン（几帳面）

#### 2023年
- 真・恋姫†英雄譚5 ～乙女耀乱☆三国志演義［魏］～（于禁）
- 水月 ～すいげつ～ Grand Package（新城 和泉）

#### 2025年
- バカップル・サプリメント（綾瀬 玲奈）

### ドラマCD
- ◯学◯年生シリーズ G-typeドラマCD（2002年2月号 - 2007年4月号、庵杏）
- パゾリーニに花束を G-typeドラマCD（2010年12月号 - 2011年2月号、オリヴィア＝ダグラス）
- 「いぐぅ2〜マジ最低!こんなの聞いてアヘ顔ダブルピースなんて、本当にどうしようもない最低の屑ね!〜」※同人

### ラジオ
※はインターネット配信。
- ぼくわたらじお -柚子と雫の学園案内♪
- ミルクカフェへようこそ

### 舞台
- ...In The Attic （まごころ18番勝負 2009）
- 形而上学的日常に於ける現象と談笑（まごころ18番勝負 2008）
- 排他的論理和の否定（まごころ18番勝負 2007）

## ディスコグラフィ

### その他参加楽曲
| 発売日  | 商品名                  | 歌         | 楽曲   | 備考   |
| 2012年  | 2012年                  | 2012年     | 2012年 | 2012年 |
| ------- | ----------------------- | ---------- | ------ | ------ |
| 8月11日 | 月虹歌劇団 1st Stage 空 | 月虹歌劇団 | 「」   |        |

### ユニットメンバー
1. ↑  梅原千尋、加澄もも、鳴海エリカ、比嘉建子、友永朱音、廣田詩夢、やなせなつみ